# Enrique Gainzarain
Enrique Gainzarain, född 7 december 1904, död 18 juli 1972, var en argentinsk fotbollsspelare.
Gainzarain blev olympisk silvermedaljör i fotboll vid sommarspelen 1928 i Amsterdam.